# Goti
I Goti (in latino Gothi o Gothones) furono una federazione di tribù germaniche orientali che invase l'Europa centro-meridionale nell'ultimo periodo dell'Impero romano. Secondo le loro stesse tradizioni, queste tribù erano originarie dell'isola di Gotland e della regione di Götaland in Svezia. Da loro prende il nome la città di Göteborg. Secondo la mitologia norrena i Goti provengono da Hreiðgotaland. Molte saghe norrene parlano dei Goti tra cui le più importanti sono la Saga di Hervör e la saga di Tyrfing.
A ondate sbarcarono sulle coste del Mar Baltico e da qui si spinsero a sud imponendosi sulle popolazioni che trovarono sul loro cammino. 
Due tribù strettamente apparentate, i Gutar e i Götar, che rimasero in Scandinavia, sono anche annoverate fra i Goti con i nomi, rispettivamente, di Gotlandi e Geati. Plinio il Vecchio sosteneva nella sua Naturalis Historia che questa popolazione facesse parte dei Vandali, insieme a Varinni, Carini e Burgundi.
Arrivati a contatto con il mondo romano nella zona della foce del fiume Danubio e del Regno del Bosforo Cimmerio furono a più riprese nemici dei vari imperatori e a volte alleati contro altre popolazioni barbariche nel corso di tutto il III e IV secolo. Sappiamo che la prima suddivisione interna di questa federazione di tribù, fu tra le due maggiori tribù (si pensa fossero non meno di dodici): quella dei Tervingi a occidente e Grutungi a oriente.
La divisione successiva in Visigoti (ramo occidentale; dal tedesco Westgoten) e Ostrogoti (ramo orientale; dal tedesco Ostgoten) e in Gepidi (ramo settentrionale) avvenne solo sul finire del IV secolo, anche se è diventato uso comune accomunare i primi ai Tervingi e i secondi ai Grutungi. Nel IV e V secolo furono spinti a occidente dagli Unni e, dopo la fine dell'Impero romano d'Occidente (476), fondarono i regni romano-barbarici visigoto, grosso modo tra le attuali Francia e Spagna, e il regno ostrogoto, che comprendeva l'Italia e la penisola balcanica nordoccidentale.

## Etnonimo
Nella lingua gotica, i Goti erano chiamati *Gut-þiuda ("popolo gotico") o *Gutan ("Goti"). La forma protogermanica del nome gotico è *Gutōz, che coesisteva con una variante *Gutaniz, attestata in Gutoni, gutani o gutniskr. La forma *Gutōz è identica a quella dei Gutes e strettamente correlata a quella dei Geati (*Gautōz). Sebbene questi nomi abbiano probabilmente lo stesso significato, il loro esatto significato è incerto. Si pensa che siano tutti correlati al verbo protogermanico *geuta-, che significa "versare".

## Storia

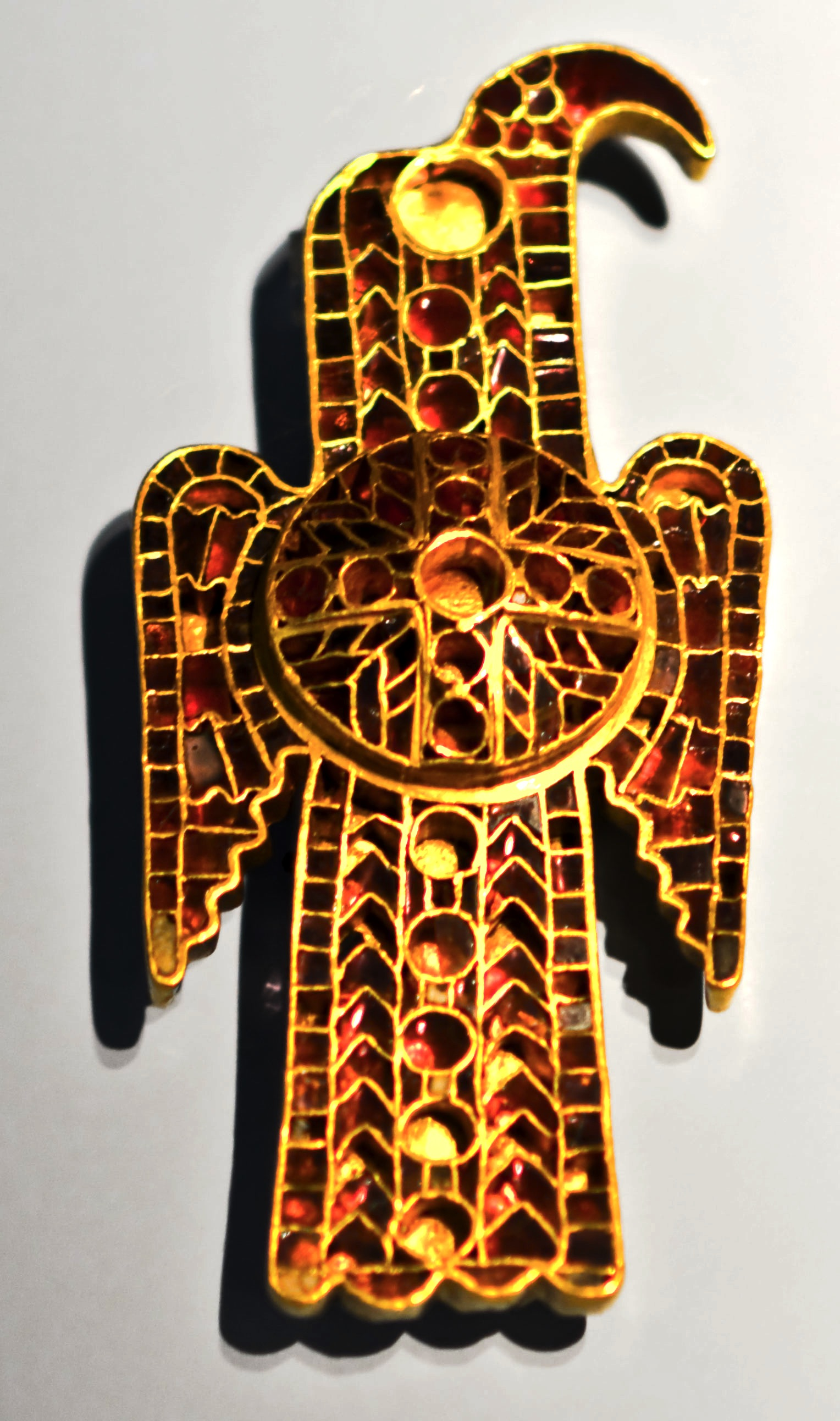
Fibula gotica a forma di aquila

### Origini

#### Testimonianze storiche
La nostra unica fonte per la storia antica dei Goti è l'opera Getica di Giordane (pubblicata nel 551), una condensazione dei dodici volumi di storia dei Goti, andati perduti, scritti in Italia da Cassiodoro. Forse neanche Giordane ebbe modo di consultare questo lavoro, per cui queste informazioni sulla storia antica andrebbero trattate con cautela. Cassiodoro era in una buona posizione per scrivere dei Goti, in quanto era un importante ministro di Teodorico il Grande, che si dice avesse sentito alcuni canti gotici che raccontavano delle loro origini tradizionali.
Spiegando le origini dei Goti, Giordane racconta:
(Giordane, De origine actibusque Getarum)
Nel I secolo, Tacito ubica i Gothones nell'odierna Polonia settentrionale:
(Tacito, De origine et situ Germanorum, XLIV, 1.)
A causa del ruolo centrale che i Goti giocarono nella storia, le loro origini sono state discusse a lungo. Sebbene non siano state proposte teorie alternative alla loro appartenenza di tribù germaniche della Svezia meridionale, alcuni storici hanno espresso dubbi sul fatto che i Goti abbiano avuto origini in Scandinavia.
D'altra parte, lo studioso tedesco Reinhard Wenskus, ha osservato che se Giordane avesse voluto inventare un passato fittizio per i Goti, li avrebbe reclamati discendenti di locazioni prestigiose come Troia o Roma. Non avrebbe piazzato le loro origini nel barbarico Nord.

#### Testimonianze archeologiche
Al di là dei racconti di Giordane, c'è un supporto sia linguistico che archeologico per le origini scandinave.
In Polonia, la più antica cultura materiale identificata con i Goti è la Cultura di Wielbark, che ha rimpiazzato la Cultura di Oksywie nel I secolo. Comunque, tra la tarda età del bronzo scandinava e l'antica età del ferro pre-romana, quest'area era influenzata dalla Scandinavia. Infatti, l'influenza scandinava sulla Pomerania e la Polonia settentrionale dal 1300 a.C. in poi fu così considerevole che la regione a volte è inclusa nella cultura dell'età del bronzo nordica. Durante il periodo 600 a.C.-300 a.C. il clima mite e asciutto della Scandinavia meridionale (di 2-3 gradi più caldo di oggi) si deteriorò considerevolmente, non solo modificando sensibilmente la flora, ma forzando la gente a cambiare stile di vita e lasciare le abitazioni.
Si crede che i Goti abbiano attraversato il Mar Baltico tra la fine di questo periodo, nel 300 a.C. e il 100 d.C., dalla tradizionale provincia di Östergötland, in Svezia, prove archeologiche mostrano che ci fu un generale spopolamento in questo periodo. Lo spostamento in Polonia corrisponderebbe probabilmente all'introduzione delle tradizioni funerarie scandinave come i cerchi di pietre e i menhir, che indicano che gli antichi Goti preferivano seppellire i loro morti secondo le tradizioni scandinave. L'archeologo polacco Tomasz Skorupka dichiara che una migrazione dalla Scandinavia è un dato di fatto:
Tuttavia, la cultura gotica sembra anche essere in continuità con le culture della regione, suggerendo che gli immigranti si siano mescolati con la popolazione, forse creando aristocrazie separate. Lo studioso di Oxford Peter Heather suggerisce che fu una migrazione relativamente piccola quella dalla Scandinavia (1996:25). Questo scenario renderebbe la loro migrazione sul Baltico simile a molti altri movimenti di popolazioni nella storia, come l'invasione anglosassone, in cui i migranti hanno imposto la loro cultura e il loro linguaggio ai britanni. La Cultura di Wielbark si è poi spostata a sud-est verso il Mar Nero dalla metà del II secolo, e fu la parte più antica della Cultura di Wielbark, locata ad ovest della Vistola, quella che aveva tradizioni funerarie scandinave.
Ci sono prove archeologiche e storiche dei continui contatti tra Goti e scandinavi durante la migrazione.

### I-II secolo
Attorno al I secolo erano stanziati nel bacino della Vistola (chiamato Gothiscandza da Giordane) nell'attuale Polonia settentrionale lungo le rive del Baltico, provenienti dalla Scandinavia (isola di Gotland). Da qui migrarono verso sud-est già dalla metà del II secolo, durante le guerre marcomanniche.
Combatterono, e temporaneamente soggiogarono, gli antenati degli Slavi, che vivevano tra il Mar Baltico e il mar Nero, e si stabilirono poi in Scizia, una vasta regione non bene definita che include le moderne Ucraina e Bielorussia (chiamata Oium da Giordane).

### III secolo
Restarono una tribù unita fino al III secolo, quindi si divisero in Goti dell'est o Grutungi (più tardi Ostrogoti) e Goti dell'ovest o Tervingi (sul finire del IV secolo chiamati Visigoti).
Nel 230 i Goti, che nel corso di una lunga migrazione si erano spostati dalle sponde meridionali del Mar Baltico a quelle settentrionali del Mar Nero, si stanziarono in Mesia. L'incursione fu di breve durata, e i Germani si ritirarono presto al di là del Limes, a nord del Danubio. Già in questa fase i Goti avevano in parte perso i connotati originari di singola stirpe germanica, per assumere quelli di una federazione: all'insieme gotico si erano infatti aggregati, riconoscendosi comunque sotto la medesima denominazione etnica, numerosi apporti di altra origine, con l'inclusione di altre tribù (o parti di tribù) germaniche, ma anche daciche e sarmatiche.
I Goti occupavano stabilmente le fertili terre dell'Ucraina, ma la loro sete di saccheggio era insaziabile e si accorsero presto che le difese dell'Impero non erano più impenetrabili. Pochi anni più tardi i Goti si rimisero in movimento, occupando ampie porzioni della Dacia e ottenendo il versamento di un tributo in cambio di una provvisoria pacificazione. Poco più tardi, però, ripresero ad agitarsi, alleandosi alle vicine tribù daciche e sarmatiche e scontrandosi ripetutamente con le legioni romane. Guidati dal loro re Cniva nel 249 varcarono il Dnestr, la Dacia venne devastata, poi varcarono il Danubio e fu la volta della Mesia ad essere saccheggiata, approfittando di un conflitto interno all'Impero per occupare un'ampia porzione di territorio tra Dacia, Mesia e Tracia. Finalmente l'imperatore Decio intervenne mentre i goti erano impegnati nell'assedio di Nicomedia (250 d.C.). I Goti abbandonarono l'assedio e Decio li inseguì con le truppe stanche così che, attaccato all'improvviso, subì una pesante sconfitta.

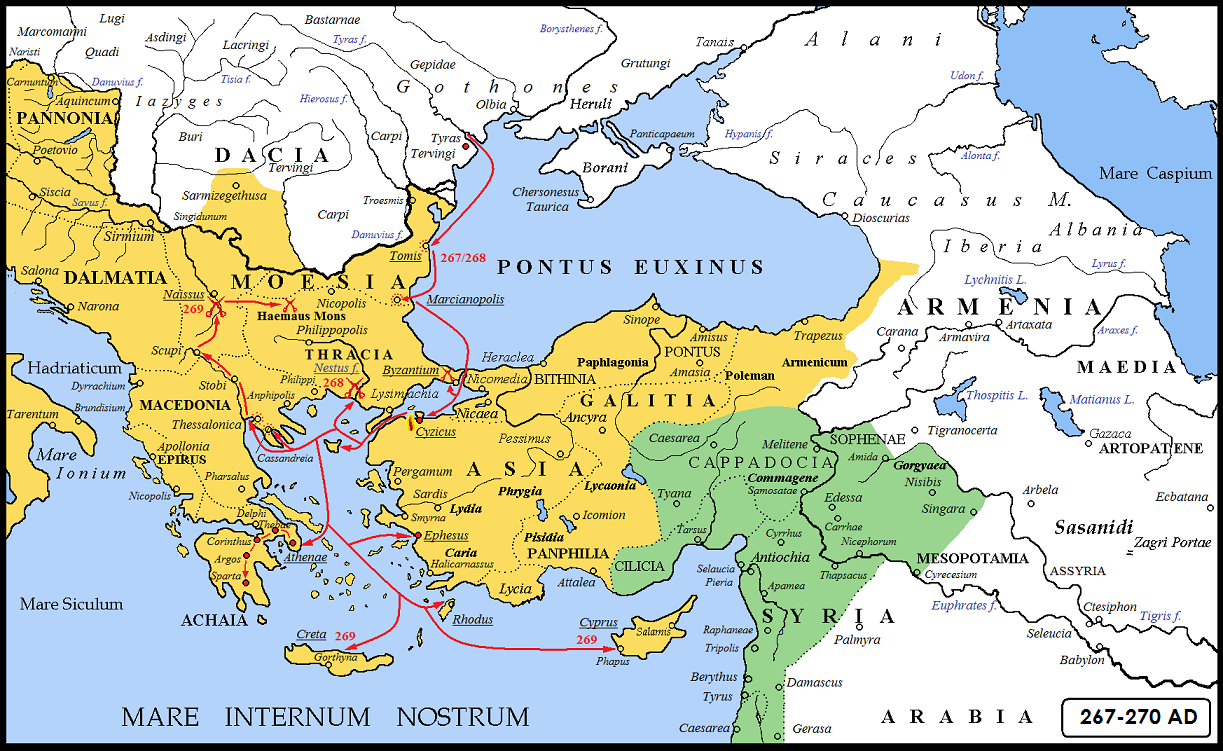
L'invasione delle genti gotiche del 267/268-270 durante i regni di Gallieno e Claudio il Gotico. In colore verde il regno di Palmira della regina Zenobia e Vaballato.

I Goti si rivolsero contro Filippopoli, la conquistarono facendo un ricchissimo bottino e molti prigionieri. Nel frattempo l'imperatore Decio, accorso a difesa della città, fu duramente sconfitto e Filippopoli cadde, fu saccheggiata e data alle fiamme. I Goti svernarono nel territorio dell'impero e l'anno seguente, durante il difficile rientro nelle loro basi a nord del Danubio, vennero nuovamente alle armi con l'imperatore: nuovamente sconfitto nella Battaglia di Abrittus, Decio cadde, primo imperatore a essere ucciso in battaglia da un nemico straniero. E se le sorti dello scontro erano state all'inizio molto favorevoli ai Romani, un imprudente attacco attraverso una palude impantanò le legioni, che furono massacrate e il corpo dello stesso Decio non fu mai ritrovato. Nonostante il ricco bottino ottenuto a Filippopoli, negli anni seguenti i Goti quasi annualmente tornarono a compiere incursioni di razzia contro l'Impero, sia via terra, nelle regioni balcaniche (253, 254, 256), sia via mare, lungo le coste dell'Asia Minore (256, 257).
Le incursioni proseguirono, finché i Goti, nel 267, attaccarono anche la Grecia; Atene, malamente difesa da mura ormai in rovina, venne conquistata e saccheggiata. Nel frattempo maturò la distinzione dei Goti nei due grandi rami: gli Ostrogoti, o Goti dell'est, e i Visigoti, o Goti dell'ovest. Nel 268 furono proprio gli Ostrogoti a compiere, insieme ad altre tribù (germaniche e non), una nuova incursione contro l'Impero. I Germani furono fermati soltanto sotto le mura di Bisanzio dall'esercito romano, che tuttavia non riuscì a impedire che imperversassero a lungo nell'intera regione egea: dopo aver colpito le isole e le coste orientali dell'Egeo, si spostarono in Acaia dove saccheggiarono anche Sparta, Argo, Corinto e Tebe. Quando le scorrerie giunsero sulle rive dell'Epiro, in vista dell'Italia, l'imperatore Claudio scese in campo; intercettò i Goti, carichi di bottino, sulla via del ritorno in Moesia e, nel 269, inflisse loro una devastante sconfitta alla Battaglia di Naisso, definita la più sanguinosa del secolo e dove persero la vita cinquantamila ostrogoti.
La sconfitta non fu comunque definitiva: già nello stesso 269 bande gotiche compivano azioni di pirateria in tutto il Mar Egeo. Nel 270 i Goti tornarono ad invadere la Macedonia e l'Asia Minore e nuovamente l'imperatore Claudio li sconfisse, guadagnandosi il titolo di Gotico. Molti barbari catturati furono arruolati nelle legioni o forzati a stabilirsi in Dacia. Oltre che dalle battaglie, i Goti furono sterminati da una pestilenza, che fece tra le vittime anche l'imperatore Claudio. Nel 271 un'altra orda passò il Danubio, tanto che l'imperatore Aureliano si risolse ad evacuare la provincia della Dacia. Il nuovo imperatore Aureliano completò l'assoggettamento dei goti assegnando loro terre nella nuova Dacia creata sulla riva destra del Danubio dopo aver abbandonato le terre trans-danubiane, così che per circa un secolo la pace regnò su quel confine. Lo stillicidio delle incursioni gotiche contro l'Asia Minore riprese già nel 275-276, e soltanto a fatica gli imperatori Marco Claudio Tacito e Marco Aurelio Probo riuscirono a ricacciarli. Tra le vittime di queste incursioni ci fu il tempio di Artemide ad Efeso che fu saccheggiato e messo a fuoco.

### IV secolo
Il gruppo dei Goti più occidentale, vale a dire quello dei Visigoti, si stabilì sulla sponda non romana del fiume Danubio e stabilì un regno indipendente centrato sulla provincia abbandonata dai Romani della Dacia. Contemporaneamente, i Goti rimasti nell'odierna Ucraina stabilirono un vasto e potente regno sul Mar Nero. Questo gruppo veniva chiamato degli Ostrogoti.
Sebbene molti dei guerrieri nomadi che li seguirono abbiano dato prova di essere più sanguinari, i Goti erano temuti perché i prigionieri che catturavano in battaglia venivano sacrificati al loro dio della guerra, Tyz (Týr, il dio con una sola mano), e le loro braccia venivano appese ad alberi come offerte. I loro re e sacerdoti venivano da un'aristocrazia separata, e i loro mitici antichi re erano venerati come dei. Il loro mitico legislatore, chiamato Deceneo stabilì le loro leggi, che dal VI secolo vennero scritte e chiamate belagines.

### V-VI secolo
I Goti vennero per breve tempo riuniti sotto un'unica corona nel primo VI secolo dal re ostrogoto Teodorico il Grande, che fu reggente del regno dei Visigoti per quasi un ventennio. Dopo il suo regno la storia dei Visigoti e degli Ostrogoti procedette in modo indipendente.

## Genealogia mitologica e storica
|                                |                                |                                |                                |                                |                                |  |  |                                      |                                      |                                      |                                      | Þjelvar secondo la Gutasaga                           |                                      |        |        |                                        |                                        |                                        |                                        |                                          |                                          |                                          |                                          |                                          |                                          |           |           |                               |                               |                               |                               |                                    |                                    |                                    |                                    |                                    |                                    |  |  |  |  |  |  |  |  |  |  |  |  |  |  |  |  |  |  |  |  |  |  |  |  |
|                                |                                |                                |                                |                                |                                |  |  |                                      |                                      |                                      |                                      |                                                       |                                      |        |        |                                        |                                        |                                        |                                        |                                          |                                          |                                          |                                          |                                          |                                          |           |           |                               |                               |                               |                               |                                    |                                    |                                    |                                    |                                    |                                    |  |  |  |  |  |  |  |  |  |  |  |  |  |  |  |  |  |  |  |  |  |  |  |  |
|                                |                                |                                |                                |                                |                                |  |  |                                      |                                      |                                      |                                      | Hafþi                                                 | Hafþi                                | Hafþi  | Hafþi  | Hafþi                                  | Hafþi                                  |                                        |                                        | Huítastjerna                             | Huítastjerna                             | Huítastjerna                             | Huítastjerna                             | Huítastjerna                             | Huítastjerna                             |           |           |                               |                               |                               |                               |                                    |                                    |                                    |                                    |                                    |                                    |  |  |  |  |  |  |  |  |  |  |  |  |  |  |  |  |  |  |  |  |  |  |  |  |
|                                |                                |                                |                                |                                |                                |  |  |                                      |                                      |                                      |                                      | Hafþi                                                 | Hafþi                                | Hafþi  | Hafþi  | Hafþi                                  | Hafþi                                  |                                        |                                        | Huítastjerna                             | Huítastjerna                             | Huítastjerna                             | Huítastjerna                             | Huítastjerna                             | Huítastjerna                             |           |           |                               |                               |                               |                               |                                    |                                    |                                    |                                    |                                    |                                    |  |  |  |  |  |  |  |  |  |  |  |  |  |  |  |  |  |  |  |  |  |  |  |  |
|                                |                                |                                |                                |                                |                                |  |  |                                      |                                      |                                      |                                      |                                                       |                                      |        |        |                                        |                                        |                                        |                                        |                                          |                                          |                                          |                                          |                                          |                                          |           |           |                               |                               |                               |                               |                                    |                                    |                                    |                                    |                                    |                                    |  |  |  |  |  |  |  |  |  |  |  |  |  |  |  |  |  |  |  |  |  |  |  |  |
|                                |                                |                                |                                |                                |                                |  |  |                                      |                                      |                                      |                                      |                                                       |                                      |        |        |                                        |                                        |                                        |                                        |                                          |                                          |                                          |                                          |                                          |                                          |           |           |                               |                               |                               |                               |                                    |                                    |                                    |                                    |                                    |                                    |  |  |  |  |  |  |  |  |  |  |  |  |  |  |  |  |  |  |  |  |  |  |  |  |
|                                |                                |                                |                                |                                |                                |  |  | Graipr                               | Graipr                               | Graipr                               | Graipr                               | Graipr                                                | Graipr                               |        |        | Gautr capostipite dei Gutar            | Gautr capostipite dei Gutar            | Gautr capostipite dei Gutar            | Gautr capostipite dei Gutar            | Gautr capostipite dei Gutar              | Gautr capostipite dei Gutar              |                                          |                                          | Gunfjaun                                 | Gunfjaun                                 | Gunfjaun  | Gunfjaun  | Gunfjaun                      | Gunfjaun                      |                               |                               |                                    |                                    |                                    |                                    |                                    |                                    |  |  |  |  |  |  |  |  |  |  |  |  |  |  |  |  |  |  |  |  |  |  |  |  |
|                                |                                |                                |                                |                                |                                |  |  | Graipr                               | Graipr                               | Graipr                               | Graipr                               | Graipr                                                | Graipr                               |        |        | Gautr capostipite dei Gutar            | Gautr capostipite dei Gutar            | Gautr capostipite dei Gutar            | Gautr capostipite dei Gutar            | Gautr capostipite dei Gutar              | Gautr capostipite dei Gutar              |                                          |                                          | Gunfjaun                                 | Gunfjaun                                 | Gunfjaun  | Gunfjaun  | Gunfjaun                      | Gunfjaun                      |                               |                               |                                    |                                    |                                    |                                    |                                    |                                    |  |  |  |  |  |  |  |  |  |  |  |  |  |  |  |  |  |  |  |  |  |  |  |  |
|                                |                                |                                |                                |                                |                                |  |  |                                      |                                      |                                      |                                      |                                                       |                                      |        |        |                                        |                                        |                                        |                                        |                                          |                                          |                                          |                                          |                                          |                                          |           |           |                               |                               |                               |                               |                                    |                                    |                                    |                                    |                                    |                                    |  |  |  |  |  |  |  |  |  |  |  |  |  |  |  |  |  |  |  |  |  |  |  |  |
|                                |                                |                                |                                |                                |                                |  |  |                                      |                                      |                                      |                                      | Hulmul                                                | Hulmul                               | Hulmul | Hulmul | Hulmul                                 | Hulmul                                 |                                        |                                        | Gautrekr re dei Geati                    | Gautrekr re dei Geati                    | Gautrekr re dei Geati                    | Gautrekr re dei Geati                    | Gautrekr re dei Geati                    | Gautrekr re dei Geati                    |           |           | Álfhildr                      | Álfhildr                      | Álfhildr                      | Álfhildr                      | Álfhildr                           | Álfhildr                           |                                    |                                    |                                    |                                    |  |  |  |  |  |  |  |  |  |  |  |  |  |  |  |  |  |  |  |  |  |  |  |  |
|                                |                                |                                |                                |                                |                                |  |  |                                      |                                      |                                      |                                      | Hulmul                                                | Hulmul                               | Hulmul | Hulmul | Hulmul                                 | Hulmul                                 |                                        |                                        | Gautrekr re dei Geati                    | Gautrekr re dei Geati                    | Gautrekr re dei Geati                    | Gautrekr re dei Geati                    | Gautrekr re dei Geati                    | Gautrekr re dei Geati                    |           |           | Álfhildr                      | Álfhildr                      | Álfhildr                      | Álfhildr                      | Álfhildr                           | Álfhildr                           |                                    |                                    |                                    |                                    |  |  |  |  |  |  |  |  |  |  |  |  |  |  |  |  |  |  |  |  |  |  |  |  |
|                                |                                |                                |                                |                                |                                |  |  |                                      |                                      |                                      |                                      |                                                       |                                      |        |        |                                        |                                        |                                        |                                        |                                          |                                          |                                          |                                          |                                          |                                          |           |           |                               |                               |                               |                               |                                    |                                    |                                    |                                    |                                    |                                    |  |  |  |  |  |  |  |  |  |  |  |  |  |  |  |  |  |  |  |  |  |  |  |  |
|                                |                                |                                |                                |                                |                                |  |  |                                      |                                      |                                      |                                      |                                                       |                                      |        |        |                                        |                                        |                                        |                                        |                                          |                                          |                                          |                                          |                                          |                                          |           |           |                               |                               |                               |                               |                                    |                                    |                                    |                                    |                                    |                                    |  |  |  |  |  |  |  |  |  |  |  |  |  |  |  |  |  |  |  |  |  |  |  |  |
|                                |                                |                                |                                |                                |                                |  |  |                                      |                                      |                                      |                                      | Augis                                                 | Augis                                | Augis  | Augis  | Augis                                  | Augis                                  |                                        |                                        | Ketill re dei Geati                      | Ketill re dei Geati                      | Ketill re dei Geati                      | Ketill re dei Geati                      | Ketill re dei Geati                      | Ketill re dei Geati                      |           |           | Hrólfr re dei Geati           | Hrólfr re dei Geati           | Hrólfr re dei Geati           | Hrólfr re dei Geati           | Hrólfr re dei Geati                | Hrólfr re dei Geati                |                                    |                                    |                                    |                                    |  |  |  |  |  |  |  |  |  |  |  |  |  |  |  |  |  |  |  |  |  |  |  |  |
|                                |                                |                                |                                |                                |                                |  |  |                                      |                                      |                                      |                                      | Augis                                                 | Augis                                | Augis  | Augis  | Augis                                  | Augis                                  |                                        |                                        | Ketill re dei Geati                      | Ketill re dei Geati                      | Ketill re dei Geati                      | Ketill re dei Geati                      | Ketill re dei Geati                      | Ketill re dei Geati                      |           |           | Hrólfr re dei Geati           | Hrólfr re dei Geati           | Hrólfr re dei Geati           | Hrólfr re dei Geati           | Hrólfr re dei Geati                | Hrólfr re dei Geati                |                                    |                                    |                                    |                                    |  |  |  |  |  |  |  |  |  |  |  |  |  |  |  |  |  |  |  |  |  |  |  |  |
|                                |                                |                                |                                |                                |                                |  |  |                                      |                                      |                                      |                                      | Amala capostipite degli Amali                         |                                      |        |        |                                        |                                        |                                        |                                        |                                          |                                          |                                          |                                          |                                          |                                          |           |           |                               |                               |                               |                               |                                    |                                    |                                    |                                    |                                    |                                    |  |  |  |  |  |  |  |  |  |  |  |  |  |  |  |  |  |  |  |  |  |  |  |  |
|                                |                                |                                |                                |                                |                                |  |  |                                      |                                      |                                      |                                      |                                                       |                                      |        |        |                                        |                                        |                                        |                                        |                                          |                                          |                                          |                                          |                                          |                                          |           |           |                               |                               |                               |                               |                                    |                                    |                                    |                                    |                                    |                                    |  |  |  |  |  |  |  |  |  |  |  |  |  |  |  |  |  |  |  |  |  |  |  |  |
|                                |                                |                                |                                |                                |                                |  |  |                                      |                                      |                                      |                                      | Hisarnis                                              |                                      |        |        |                                        |                                        |                                        |                                        |                                          |                                          |                                          |                                          |                                          |                                          |           |           |                               |                               |                               |                               |                                    |                                    |                                    |                                    |                                    |                                    |  |  |  |  |  |  |  |  |  |  |  |  |  |  |  |  |  |  |  |  |  |  |  |  |
|                                |                                |                                |                                |                                |                                |  |  |                                      |                                      |                                      |                                      |                                                       |                                      |        |        |                                        |                                        |                                        |                                        |                                          |                                          |                                          |                                          |                                          |                                          |           |           |                               |                               |                               |                               |                                    |                                    |                                    |                                    |                                    |                                    |  |  |  |  |  |  |  |  |  |  |  |  |  |  |  |  |  |  |  |  |  |  |  |  |
|                                |                                |                                |                                |                                |                                |  |  |                                      |                                      |                                      |                                      | Ostrogota (ca. 200-249 d.C.) primo re degli Ostrogoti |                                      |        |        |                                        |                                        |                                        |                                        |                                          |                                          |                                          |                                          |                                          |                                          |           |           |                               |                               |                               |                               |                                    |                                    |                                    |                                    |                                    |                                    |  |  |  |  |  |  |  |  |  |  |  |  |  |  |  |  |  |  |  |  |  |  |  |  |
|                                |                                |                                |                                |                                |                                |  |  |                                      |                                      |                                      |                                      |                                                       |                                      |        |        |                                        |                                        |                                        |                                        |                                          |                                          |                                          |                                          |                                          |                                          |           |           |                               |                               |                               |                               |                                    |                                    |                                    |                                    |                                    |                                    |  |  |  |  |  |  |  |  |  |  |  |  |  |  |  |  |  |  |  |  |  |  |  |  |
|                                |                                |                                |                                |                                |                                |  |  |                                      |                                      |                                      |                                      | Hunuil                                                |                                      |        |        |                                        |                                        |                                        |                                        |                                          |                                          |                                          |                                          |                                          |                                          |           |           |                               |                               |                               |                               |                                    |                                    |                                    |                                    |                                    |                                    |  |  |  |  |  |  |  |  |  |  |  |  |  |  |  |  |  |  |  |  |  |  |  |  |
|                                |                                |                                |                                |                                |                                |  |  |                                      |                                      |                                      |                                      |                                                       |                                      |        |        |                                        |                                        |                                        |                                        |                                          |                                          |                                          |                                          |                                          |                                          |           |           |                               |                               |                               |                               |                                    |                                    |                                    |                                    |                                    |                                    |  |  |  |  |  |  |  |  |  |  |  |  |  |  |  |  |  |  |  |  |  |  |  |  |
|                                |                                |                                |                                |                                |                                |  |  |                                      |                                      |                                      |                                      | Athal                                                 |                                      |        |        |                                        |                                        |                                        |                                        |                                          |                                          |                                          |                                          |                                          |                                          |           |           |                               |                               |                               |                               |                                    |                                    |                                    |                                    |                                    |                                    |  |  |  |  |  |  |  |  |  |  |  |  |  |  |  |  |  |  |  |  |  |  |  |  |
|                                |                                |                                |                                |                                |                                |  |  |                                      |                                      |                                      |                                      |                                                       |                                      |        |        |                                        |                                        |                                        |                                        |                                          |                                          |                                          |                                          |                                          |                                          |           |           |                               |                               |                               |                               |                                    |                                    |                                    |                                    |                                    |                                    |  |  |  |  |  |  |  |  |  |  |  |  |  |  |  |  |  |  |  |  |  |  |  |  |
|                                |                                |                                |                                |                                |                                |  |  |                                      |                                      |                                      |                                      |                                                       |                                      |        |        |                                        |                                        |                                        |                                        |                                          |                                          |                                          |                                          |                                          |                                          |           |           |                               |                               |                               |                               |                                    |                                    |                                    |                                    |                                    |                                    |  |  |  |  |  |  |  |  |  |  |  |  |  |  |  |  |  |  |  |  |  |  |  |  |
|                                |                                |                                |                                |                                |                                |  |  |                                      |                                      |                                      |                                      |                                                       |                                      |        |        |                                        |                                        |                                        |                                        |                                          |                                          |                                          |                                          |                                          |                                          |           |           |                               |                               |                               |                               |                                    |                                    |                                    |                                    |                                    |                                    |  |  |  |  |  |  |  |  |  |  |  |  |  |  |  |  |  |  |  |  |  |  |  |  |
|                                |                                |                                |                                |                                |                                |  |  | Oduulf                               | Oduulf                               | Oduulf                               | Oduulf                               | Oduulf                                                | Oduulf                               |        |        | Achiulf                                | Achiulf                                | Achiulf                                | Achiulf                                | Achiulf                                  | Achiulf                                  |                                          |                                          |                                          |                                          |           |           |                               |                               |                               |                               |                                    |                                    |                                    |                                    |                                    |                                    |  |  |  |  |  |  |  |  |  |  |  |  |  |  |  |  |  |  |  |  |  |  |  |  |
|                                |                                |                                |                                |                                |                                |  |  | Oduulf                               | Oduulf                               | Oduulf                               | Oduulf                               | Oduulf                                                | Oduulf                               |        |        | Achiulf                                | Achiulf                                | Achiulf                                | Achiulf                                | Achiulf                                  | Achiulf                                  |                                          |                                          |                                          |                                          |           |           |                               |                               |                               |                               |                                    |                                    |                                    |                                    |                                    |                                    |  |  |  |  |  |  |  |  |  |  |  |  |  |  |  |  |  |  |  |  |  |  |  |  |
|                                |                                |                                |                                |                                |                                |  |  |                                      |                                      |                                      |                                      |                                                       |                                      |        |        |                                        |                                        |                                        |                                        |                                          |                                          |                                          |                                          |                                          |                                          |           |           |                               |                               |                               |                               |                                    |                                    |                                    |                                    |                                    |                                    |  |  |  |  |  |  |  |  |  |  |  |  |  |  |  |  |  |  |  |  |  |  |  |  |
|                                |                                |                                |                                |                                |                                |  |  | Ansila                               | Ansila                               | Ansila                               | Ansila                               | Ansila                                                | Ansila                               |        |        | Vultuuf                                | Vultuuf                                | Vultuuf                                | Vultuuf                                | Vultuuf                                  | Vultuuf                                  |                                          |                                          | Edilf                                    | Edilf                                    | Edilf     | Edilf     | Edilf                         | Edilf                         |                               |                               | Hermanaric (+ 376) re dei Grutungi | Hermanaric (+ 376) re dei Grutungi | Hermanaric (+ 376) re dei Grutungi | Hermanaric (+ 376) re dei Grutungi | Hermanaric (+ 376) re dei Grutungi | Hermanaric (+ 376) re dei Grutungi |  |  |  |  |  |  |  |  |  |  |  |  |  |  |  |  |  |  |  |  |  |  |  |  |
|                                |                                |                                |                                |                                |                                |  |  | Ansila                               | Ansila                               | Ansila                               | Ansila                               | Ansila                                                | Ansila                               |        |        | Vultuuf                                | Vultuuf                                | Vultuuf                                | Vultuuf                                | Vultuuf                                  | Vultuuf                                  |                                          |                                          | Edilf                                    | Edilf                                    | Edilf     | Edilf     | Edilf                         | Edilf                         |                               |                               | Hermanaric (+ 376) re dei Grutungi | Hermanaric (+ 376) re dei Grutungi | Hermanaric (+ 376) re dei Grutungi | Hermanaric (+ 376) re dei Grutungi | Hermanaric (+ 376) re dei Grutungi | Hermanaric (+ 376) re dei Grutungi |  |  |  |  |  |  |  |  |  |  |  |  |  |  |  |  |  |  |  |  |  |  |  |  |
|                                |                                |                                |                                |                                |                                |  |  |                                      |                                      |                                      |                                      |                                                       |                                      |        |        | Valaravans                             | Valaravans                             | Valaravans                             | Valaravans                             | Valaravans                               | Valaravans                               |                                          |                                          |                                          |                                          |           |           |                               |                               |                               |                               | Hunimund                           | Hunimund                           | Hunimund                           | Hunimund                           | Hunimund                           | Hunimund                           |  |  |  |  |  |  |  |  |  |  |  |  |  |  |  |  |  |  |  |  |  |  |  |  |
|                                |                                |                                |                                |                                |                                |  |  |                                      |                                      |                                      |                                      |                                                       |                                      |        |        | Valaravans                             | Valaravans                             | Valaravans                             | Valaravans                             | Valaravans                               | Valaravans                               |                                          |                                          |                                          |                                          |           |           |                               |                               |                               |                               | Hunimund                           | Hunimund                           | Hunimund                           | Hunimund                           | Hunimund                           | Hunimund                           |  |  |  |  |  |  |  |  |  |  |  |  |  |  |  |  |  |  |  |  |  |  |  |  |
|                                |                                |                                |                                |                                |                                |  |  |                                      |                                      |                                      |                                      |                                                       |                                      |        |        | Vinitharius                            | Vinitharius                            | Vinitharius                            | Vinitharius                            | Vinitharius                              | Vinitharius                              |                                          |                                          |                                          |                                          |           |           |                               |                               |                               |                               | Thorismund                         | Thorismund                         | Thorismund                         | Thorismund                         | Thorismund                         | Thorismund                         |  |  |  |  |  |  |  |  |  |  |  |  |  |  |  |  |  |  |  |  |  |  |  |  |
|                                |                                |                                |                                |                                |                                |  |  |                                      |                                      |                                      |                                      |                                                       |                                      |        |        | Vinitharius                            | Vinitharius                            | Vinitharius                            | Vinitharius                            | Vinitharius                              | Vinitharius                              |                                          |                                          |                                          |                                          |           |           |                               |                               |                               |                               | Thorismund                         | Thorismund                         | Thorismund                         | Thorismund                         | Thorismund                         | Thorismund                         |  |  |  |  |  |  |  |  |  |  |  |  |  |  |  |  |  |  |  |  |  |  |  |  |
|                                |                                |                                |                                |                                |                                |  |  |                                      |                                      |                                      |                                      |                                                       |                                      |        |        | Vandalarius                            | Vandalarius                            | Vandalarius                            | Vandalarius                            | Vandalarius                              | Vandalarius                              |                                          |                                          |                                          |                                          |           |           |                               |                               |                               |                               | Beremund                           | Beremund                           | Beremund                           | Beremund                           | Beremund                           | Beremund                           |  |  |  |  |  |  |  |  |  |  |  |  |  |  |  |  |  |  |  |  |  |  |  |  |
|                                |                                |                                |                                |                                |                                |  |  |                                      |                                      |                                      |                                      |                                                       |                                      |        |        | Vandalarius                            | Vandalarius                            | Vandalarius                            | Vandalarius                            | Vandalarius                              | Vandalarius                              |                                          |                                          |                                          |                                          |           |           |                               |                               |                               |                               | Beremund                           | Beremund                           | Beremund                           | Beremund                           | Beremund                           | Beremund                           |  |  |  |  |  |  |  |  |  |  |  |  |  |  |  |  |  |  |  |  |  |  |  |  |
|                                |                                |                                |                                |                                |                                |  |  |                                      |                                      |                                      |                                      |                                                       |                                      |        |        |                                        |                                        |                                        |                                        |                                          |                                          |                                          |                                          |                                          |                                          |           |           |                               |                               |                               |                               |                                    |                                    |                                    |                                    |                                    |                                    |  |  |  |  |  |  |  |  |  |  |  |  |  |  |  |  |  |  |  |  |  |  |  |  |
| Erelieva (prima del 440 - 500) | Erelieva (prima del 440 - 500) | Erelieva (prima del 440 - 500) | Erelieva (prima del 440 - 500) | Erelieva (prima del 440 - 500) | Erelieva (prima del 440 - 500) |  |  | Thiudimer (+ 474) re degli Ostrogoti | Thiudimer (+ 474) re degli Ostrogoti | Thiudimer (+ 474) re degli Ostrogoti | Thiudimer (+ 474) re degli Ostrogoti | Thiudimer (+ 474) re degli Ostrogoti                  | Thiudimer (+ 474) re degli Ostrogoti |        |        | Valamir (420 – 465) re degli Ostrogoti | Valamir (420 – 465) re degli Ostrogoti | Valamir (420 – 465) re degli Ostrogoti | Valamir (420 – 465) re degli Ostrogoti | Valamir (420 – 465) re degli Ostrogoti   | Valamir (420 – 465) re degli Ostrogoti   |                                          |                                          | Veteric                                  | Veteric                                  | Veteric   | Veteric   | Veteric                       | Veteric                       |                               |                               |                                    |                                    |                                    |                                    |                                    |                                    |  |  |  |  |  |  |  |  |  |  |  |  |  |  |  |  |  |  |  |  |  |  |  |  |
| Erelieva (prima del 440 - 500) | Erelieva (prima del 440 - 500) | Erelieva (prima del 440 - 500) | Erelieva (prima del 440 - 500) | Erelieva (prima del 440 - 500) | Erelieva (prima del 440 - 500) |  |  | Thiudimer (+ 474) re degli Ostrogoti | Thiudimer (+ 474) re degli Ostrogoti | Thiudimer (+ 474) re degli Ostrogoti | Thiudimer (+ 474) re degli Ostrogoti | Thiudimer (+ 474) re degli Ostrogoti                  | Thiudimer (+ 474) re degli Ostrogoti |        |        | Valamir (420 – 465) re degli Ostrogoti | Valamir (420 – 465) re degli Ostrogoti | Valamir (420 – 465) re degli Ostrogoti | Valamir (420 – 465) re degli Ostrogoti | Valamir (420 – 465) re degli Ostrogoti   | Valamir (420 – 465) re degli Ostrogoti   |                                          |                                          | Veteric                                  | Veteric                                  | Veteric   | Veteric   | Veteric                       | Veteric                       |                               |                               |                                    |                                    |                                    |                                    |                                    |                                    |  |  |  |  |  |  |  |  |  |  |  |  |  |  |  |  |  |  |  |  |  |  |  |  |
|                                |                                |                                |                                |                                |                                |  |  |                                      |                                      |                                      |                                      |                                                       |                                      |        |        |                                        |                                        |                                        |                                        |                                          |                                          |                                          |                                          |                                          |                                          |           |           |                               |                               |                               |                               |                                    |                                    |                                    |                                    |                                    |                                    |  |  |  |  |  |  |  |  |  |  |  |  |  |  |  |  |  |  |  |  |  |  |  |  |
|                                |                                |                                |                                |                                |                                |  |  |                                      |                                      |                                      |                                      |                                                       |                                      |        |        |                                        |                                        |                                        |                                        |                                          |                                          |                                          |                                          |                                          |                                          |           |           |                               |                               |                               |                               |                                    |                                    |                                    |                                    |                                    |                                    |  |  |  |  |  |  |  |  |  |  |  |  |  |  |  |  |  |  |  |  |  |  |  |  |
| Ermanafrido re dei Turingi     | Ermanafrido re dei Turingi     | Ermanafrido re dei Turingi     | Ermanafrido re dei Turingi     | Ermanafrido re dei Turingi     | Ermanafrido re dei Turingi     |  |  | Amalafrida                           | Amalafrida                           | Amalafrida                           | Amalafrida                           | Amalafrida                                            | Amalafrida                           |        |        | Teodorico il Grande (454 ca. - 526)    | Teodorico il Grande (454 ca. - 526)    | Teodorico il Grande (454 ca. - 526)    | Teodorico il Grande (454 ca. - 526)    | Teodorico il Grande (454 ca. - 526)      | Teodorico il Grande (454 ca. - 526)      |                                          |                                          | Audofleda                                | Audofleda                                | Audofleda | Audofleda | Audofleda                     | Audofleda                     |                               |                               | Vidimer                            | Vidimer                            | Vidimer                            | Vidimer                            | Vidimer                            | Vidimer                            |  |  |  |  |  |  |  |  |  |  |  |  |  |  |  |  |  |  |  |  |  |  |  |  |
| Ermanafrido re dei Turingi     | Ermanafrido re dei Turingi     | Ermanafrido re dei Turingi     | Ermanafrido re dei Turingi     | Ermanafrido re dei Turingi     | Ermanafrido re dei Turingi     |  |  | Amalafrida                           | Amalafrida                           | Amalafrida                           | Amalafrida                           | Amalafrida                                            | Amalafrida                           |        |        | Teodorico il Grande (454 ca. - 526)    | Teodorico il Grande (454 ca. - 526)    | Teodorico il Grande (454 ca. - 526)    | Teodorico il Grande (454 ca. - 526)    | Teodorico il Grande (454 ca. - 526)      | Teodorico il Grande (454 ca. - 526)      |                                          |                                          | Audofleda                                | Audofleda                                | Audofleda | Audofleda | Audofleda                     | Audofleda                     |                               |                               | Vidimer                            | Vidimer                            | Vidimer                            | Vidimer                            | Vidimer                            | Vidimer                            |  |  |  |  |  |  |  |  |  |  |  |  |  |  |  |  |  |  |  |  |  |  |  |  |
|                                |                                |                                |                                |                                |                                |  |  |                                      |                                      |                                      |                                      |                                                       |                                      |        |        |                                        |                                        |                                        |                                        |                                          |                                          |                                          |                                          |                                          |                                          |           |           |                               |                               |                               |                               |                                    |                                    |                                    |                                    |                                    |                                    |  |  |  |  |  |  |  |  |  |  |  |  |  |  |  |  |  |  |  |  |  |  |  |  |
|                                |                                |                                |                                |                                |                                |  |  |                                      |                                      |                                      |                                      |                                                       |                                      |        |        |                                        |                                        |                                        |                                        |                                          |                                          |                                          |                                          |                                          |                                          |           |           |                               |                               |                               |                               |                                    |                                    |                                    |                                    |                                    |                                    |  |  |  |  |  |  |  |  |  |  |  |  |  |  |  |  |  |  |  |  |  |  |  |  |
| Rodelinda paternità dubbia     | Rodelinda paternità dubbia     | Rodelinda paternità dubbia     | Rodelinda paternità dubbia     | Rodelinda paternità dubbia     | Rodelinda paternità dubbia     |  |  | Teodato (+ 560) re degli Ostrogoti   | Teodato (+ 560) re degli Ostrogoti   | Teodato (+ 560) re degli Ostrogoti   | Teodato (+ 560) re degli Ostrogoti   | Teodato (+ 560) re degli Ostrogoti                    | Teodato (+ 560) re degli Ostrogoti   |        |        |                                        |                                        |                                        |                                        | Amalasunta (495/500 ca. - 535)           | Amalasunta (495/500 ca. - 535)           | Amalasunta (495/500 ca. - 535)           | Amalasunta (495/500 ca. - 535)           | Amalasunta (495/500 ca. - 535)           | Amalasunta (495/500 ca. - 535)           |           |           | Eutarico                      | Eutarico                      | Eutarico                      | Eutarico                      | Eutarico                           | Eutarico                           |                                    |                                    |                                    |                                    |  |  |  |  |  |  |  |  |  |  |  |  |  |  |  |  |  |  |  |  |  |  |  |  |
| Rodelinda paternità dubbia     | Rodelinda paternità dubbia     | Rodelinda paternità dubbia     | Rodelinda paternità dubbia     | Rodelinda paternità dubbia     | Rodelinda paternità dubbia     |  |  | Teodato (+ 560) re degli Ostrogoti   | Teodato (+ 560) re degli Ostrogoti   | Teodato (+ 560) re degli Ostrogoti   | Teodato (+ 560) re degli Ostrogoti   | Teodato (+ 560) re degli Ostrogoti                    | Teodato (+ 560) re degli Ostrogoti   |        |        |                                        |                                        |                                        |                                        | Amalasunta (495/500 ca. - 535)           | Amalasunta (495/500 ca. - 535)           | Amalasunta (495/500 ca. - 535)           | Amalasunta (495/500 ca. - 535)           | Amalasunta (495/500 ca. - 535)           | Amalasunta (495/500 ca. - 535)           |           |           | Eutarico                      | Eutarico                      | Eutarico                      | Eutarico                      | Eutarico                           | Eutarico                           |                                    |                                    |                                    |                                    |  |  |  |  |  |  |  |  |  |  |  |  |  |  |  |  |  |  |  |  |  |  |  |  |
|                                |                                |                                |                                |                                |                                |  |  |                                      |                                      |                                      |                                      |                                                       |                                      |        |        |                                        |                                        |                                        |                                        |                                          |                                          |                                          |                                          |                                          |                                          |           |           |                               |                               |                               |                               |                                    |                                    |                                    |                                    |                                    |                                    |  |  |  |  |  |  |  |  |  |  |  |  |  |  |  |  |  |  |  |  |  |  |  |  |
|                                |                                |                                |                                |                                |                                |  |  |                                      |                                      |                                      |                                      |                                                       |                                      |        |        |                                        |                                        |                                        |                                        |                                          |                                          |                                          |                                          |                                          |                                          |           |           |                               |                               |                               |                               |                                    |                                    |                                    |                                    |                                    |                                    |  |  |  |  |  |  |  |  |  |  |  |  |  |  |  |  |  |  |  |  |  |  |  |  |
|                                |                                |                                |                                |                                |                                |  |  |                                      |                                      |                                      |                                      |                                                       |                                      |        |        |                                        |                                        |                                        |                                        | Atalarico (516 - 534) re degli Ostrogoti | Atalarico (516 - 534) re degli Ostrogoti | Atalarico (516 - 534) re degli Ostrogoti | Atalarico (516 - 534) re degli Ostrogoti | Atalarico (516 - 534) re degli Ostrogoti | Atalarico (516 - 534) re degli Ostrogoti |           |           | Matasunta (518 - dopo il 551) | Matasunta (518 - dopo il 551) | Matasunta (518 - dopo il 551) | Matasunta (518 - dopo il 551) | Matasunta (518 - dopo il 551)      | Matasunta (518 - dopo il 551)      |                                    |                                    |                                    |                                    |  |  |  |  |  |  |  |  |  |  |  |  |  |  |  |  |  |  |  |  |  |  |  |  |

## Società

### Forme di governo
I Goti, al tempo dello storico romano Tacito, erano retti da un regime monarchico un po' più forte che nelle altre popolazioni germaniche, senza comunque che venisse sopraffatta la libertà del singolo. Si distinguevano dalle altre popolazioni per l'ossequio al potere regio.

### Tecniche militari
I Goti, come pure i Rugi e i Lemoni portavano in guerra scudi rotondi e spade corte.

## Lingua
Il gotico è una lingua, oggi estinta, della famiglia germanica (a sua volta appartenente al gruppo indoeuropeo), appartenente alle lingue germaniche orientali.
Secondo alcune teorie, ci sono connessioni linguistiche più strette tra il gotico e le lingue germaniche settentrionali che con le occidentali. Inoltre, ci sono due tribù probabilmente legate molto strettamente ai Goti che rimasero in Scandinavia, i Gotlandi e i Geati; queste tribù erano considerate Goti da Giordanes, che le colloca nella Scandza).
La parola "Geati" (anglosassone Geatas) e la parola svedese "Götar" (norvegese orientale Gøtar) rappresentano entrambe il risultato del proto-germanico *gauta. Questa forma è della stessa origine, anche se non identica, della forma *gut che sembra essere all'origine sia di "Gotland" che di "Goti", e appare in forme ancora più antiche come Gutthones nell'etnografia greca.
I filologi hanno ricostruito *gut-þjuda, il "popolo dei Goti", come una probabile forma originaria del nome. Questa forma appare anche nel Calendario gotico («aikklesjons fullaizos ana gutþiudai gabrannidai»). Al di là dei Goti, questo modo di dare un nome a una tribù è comune solo in Svezia (vedi Sueoni e Suiþioð).
La radice ricostruita *gut è uguale a quella di Gotland, l'isola nel Mar Baltico, e dei suoi abitanti, i Gutar (Gotlandi). Il numero di somiglianze che esistono tra la lingua gotica e il gutnico antico, il dialetto del norreno parlato sull'isola di Gotland, ha fatto considerare al linguista Elias Wessén l'antico gutnico come una forma del gotico. Il più famoso esempio è che sia il gutnico che il gotico usano la parola lamb sia per le pecore giovani che quelle adulte. Tuttavia, si afferma che il gutnico è più vicino al gotico di ogni altro dialetto germanico.
Il fatto è che tutte quelle caratteristiche che distinguono le lingue germaniche settentrionali come una branca separata della famiglia linguistica germanica (senza contare gli aspetti che distinguono molti dialetti norvegesi) sembrano dimostrare che queste lingue si siano evolute a uno stadio successivo da quello preservato nel gotico. Il gotico, pur essendo una forma estremamente arcaica del germanico in molti aspetti, ha comunque sviluppato un certo numero di caratteri unici che non condivide con nessun'altra lingua germanica.
Tuttavia, questo non esclude la possibilità che Goti, Gotlandi e Geati fossero collegati come tribù. Similarmente, i dialetti sassoni della Germania sono molto più vicini all'anglosassone che a ogni altra lingua germanica occidentale che non abbia subito la seconda rotazione consonantica, ma le tribù sono identiche. Gli Iuti (danese Jyder) dello Jutland (danese Jylland, nella Danimarca occidentale) sono almeno etimologicamente identici agli Iuti che spostandosi dalla regione invasero la Gran Bretagna insieme agli Angli e ai Sassoni nel V secolo. Ciò nonostante, non ci sono fonti scritte rimaste tali da associare gli Iuti dello Jutland con qualcosa che non siano i dialetti germanici settentrionali, o gli Iuti della Gran Bretagna con qualcosa che non siano i dialetti germanici occidentali.
I Gotlandi (Gutar) preservano tradizioni orali di una migrazione di massa verso l'Europa meridionale trascritte nella Gutasaga. Se i fatti sono collegati, sarebbe un caso unico di una tradizione sopravvissuta più di un millennio e che precede la maggior parte delle divisioni nella famiglia linguistica germanica.

### Artigianato

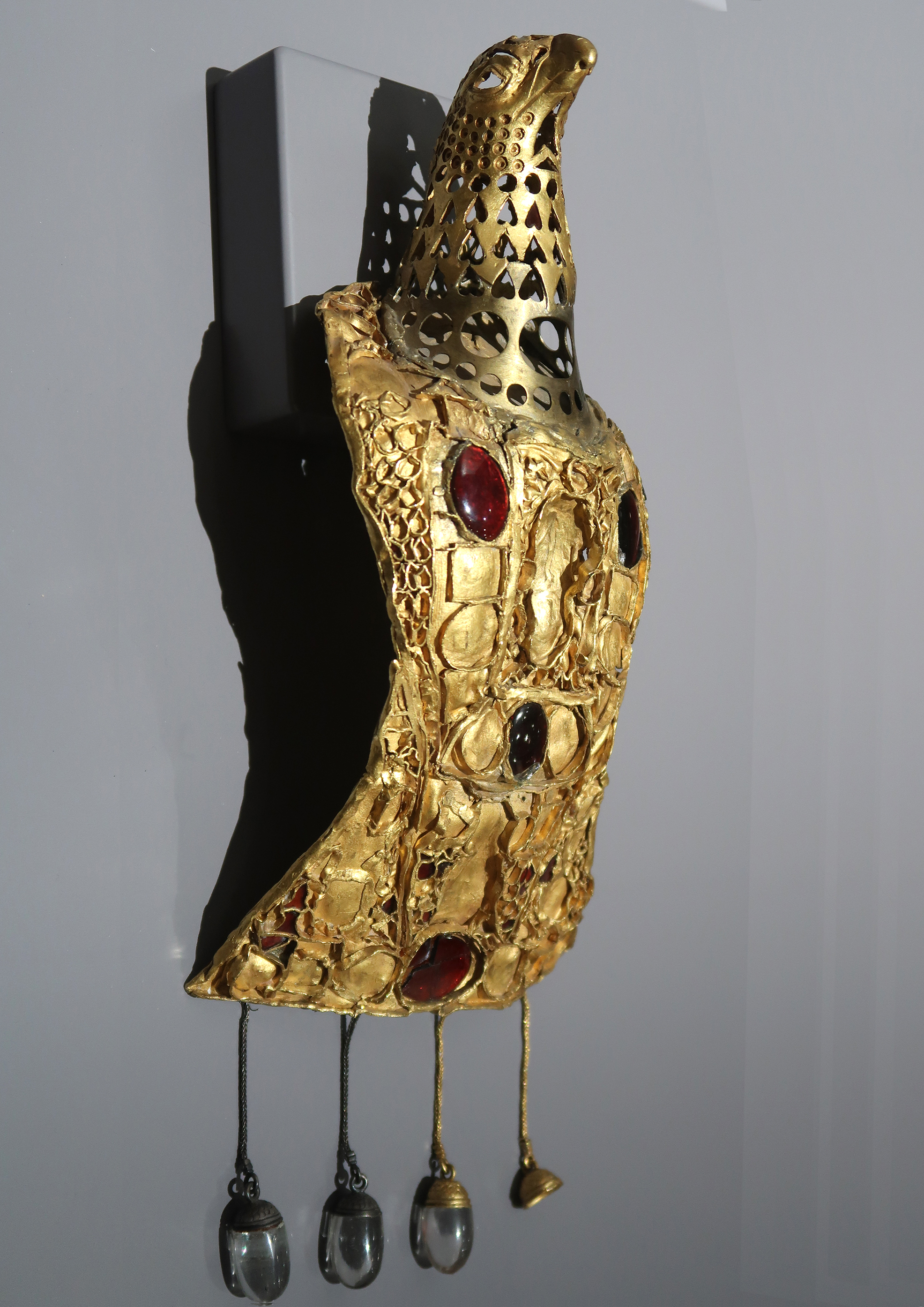
Il Tesoro di Pietroasele ritrovato a Pietroasele, Romania, IV secolo, composto di oggetti gotici

### Alfabeto
Prima della sua creazione nel IV secolo, il dialetto germanico gotico era scritto con l'uso delle rune. L'alfabeto gotico era originato dall'alfabeto greco, con qualche traccia di quello latino e di due rune. Fu inventato dal vescovo visigoto Ulfila (311-383) nel IV secolo. Il suo obiettivo era quello di diffondere la Bibbia tra la sua gente.

## Cultura

### Musica
I bardi gotici si accompagnavano con uno strumento a corde che gli scrittori latini associavano alla chitarra, più familiare a loro.

## I Goti nella cultura moderna
Nella Spagna medievale e moderna, i Visigoti erano considerati l'origine della nobiltà spagnola (idee comparabili a quelle espresse da Joseph Arthur de Gobineau nella Francia dell'Ottocento). Qualcuno con arroganza avrebbe detto «haciéndose de los godos» ("di discendere dai Goti"). Per questo, in Cile, Argentina e nelle isole Canarie, godo è un insulto etnico usato contro gli spagnoli europei, che nei primi tempi del colonialismo si sentivano superiori ai creoli.
La rivendicazione delle origini gotiche portò a uno scontro con una delegazione svedese al Concilio di Basilea nel 1434, durante il quale gli spagnoli e gli svedesi si contesero la vera discendenza dai Goti. Gli spagnoli conclusero affermando che era meglio discendere dagli eroici Visigoti che da coloro che rimasero nelle loro case.